# Вулиця Олени Теліги (Київ)
Ву́лиця Оле́ни Телі́ги — вулиця в Подільському та Шевченківському районах міста Києва, місцевості Куренівка, Дорогожичі, Сирець. Пролягає від Дегтярівської вулиці до проспекту Степана Бандери і Новокостянтинівської вулиці.
Прилучаються вулиці Івана Гонти, Дорогожицька, Щусєва, Юрія Іллєнка, Ольжича, Копилівська та Кирилівська.
Є частиною Малої окружної дороги.

## Історія
Вулиця прокладена в 50-х роках XX століття. У другій половині 1950-х років разом з вулицею Олександра Довженка становила відтинок Новоокружної вулиці. З 1969 року — вулиця Дем'яна Коротченка, на честь радянського державного і партійного діяча Дем'яна Коротченка. Сучасна назва вулиці — з 1993 року — на честь Олени Теліги (1907—1942), української поетеси та громадського діяча, яка загинула разом з чоловіком та іншими спілчанами по спілці українських письменників-початківців в Бабиному Яру.
У жовтні 2017 року розпочалася повна реконструкція вулиці.

## Установи та заклади
- Загальноосвітня школа № 24 з поглибленим вивченням іноземних мов, школа-лабораторія Академії педагогічних наук України. Побудована за типовим проектом арх. Й. Каракіса. (буд. № 15-А)
- Спеціалізована загальноосвітня школа № 97 ім. О.Теліги з поглибленим вивченням англійської мови (буд. № 5)відкрилася за цією адресою у 1962р.
- Дослідний завод зварювальних матеріалів Інституту електрозварювання ім. Є. О. Патона НАН України (буд. № 2)
- Бібліотека сімейного читання імені Анатолія Дімарова (буд. № 55)
- Бібліотека імені Дмитра Білоуса для дітей (буд. № 35)
- Український державний інститут по проектуванню підприємств харчової промисловості (буд. № 8)
- Державний архів міста Києва (буд. № 23)
- Центр у справах сім'ї та жінок Шевченківського району м. Києва (буд.43)

## Пам'ятники та меморіальні дошки
- пам'ятник Олені Телізі (скульптори О. Рубан, В. Липовка) на території Меморіального комплексу «Бабин Яр», біля ст. метро «Дорогожичі». Відкрито 25 лютого 2017 року.
- буд. № 13/14 — меморіальна дошка Григорію Микитовичу Полторацькому, учаснику повстання на броненосці «Потьомкін» у 1905 році. Відкрита 31 жовтня 1975 року, скульптор А. А. Банников.
- навпроти буд. № 37, біля зупинки «Парк відпочинку», — меморіал жертвам Куренівської трагедії. Відкритий 13 березня 2006 року.
- навпроти Кирилівської церкви, біля однойменної зупинки тролейбуса, — пам'ятний хрест киянам, загиблим під час Куренівської трагедії. Встановлений і освячений 2011 року, реконструйований 2016 року.

З парного боку вулиці, починаючи від Дорогожицької вулиці, простягається меморіальний комплекс «Бабин Яр».

Пам'ятник мирним жителям і військовополоненим, які загинули під час Великої Вітчизняної війни у Бабиному Яру
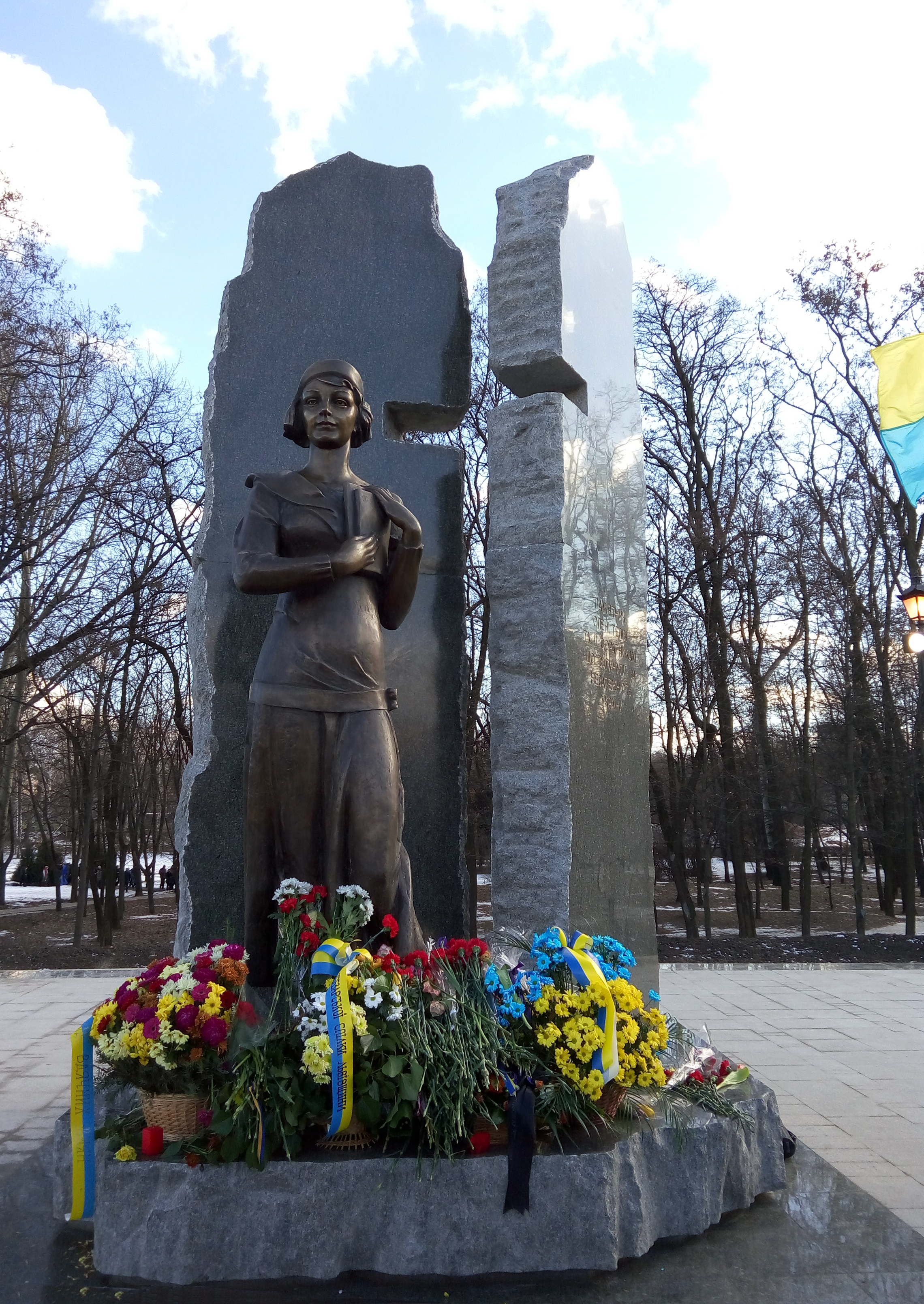
Пам'ятник Олені Телізі в Бабиному Яру
Пам'ятник Тетяні Маркус
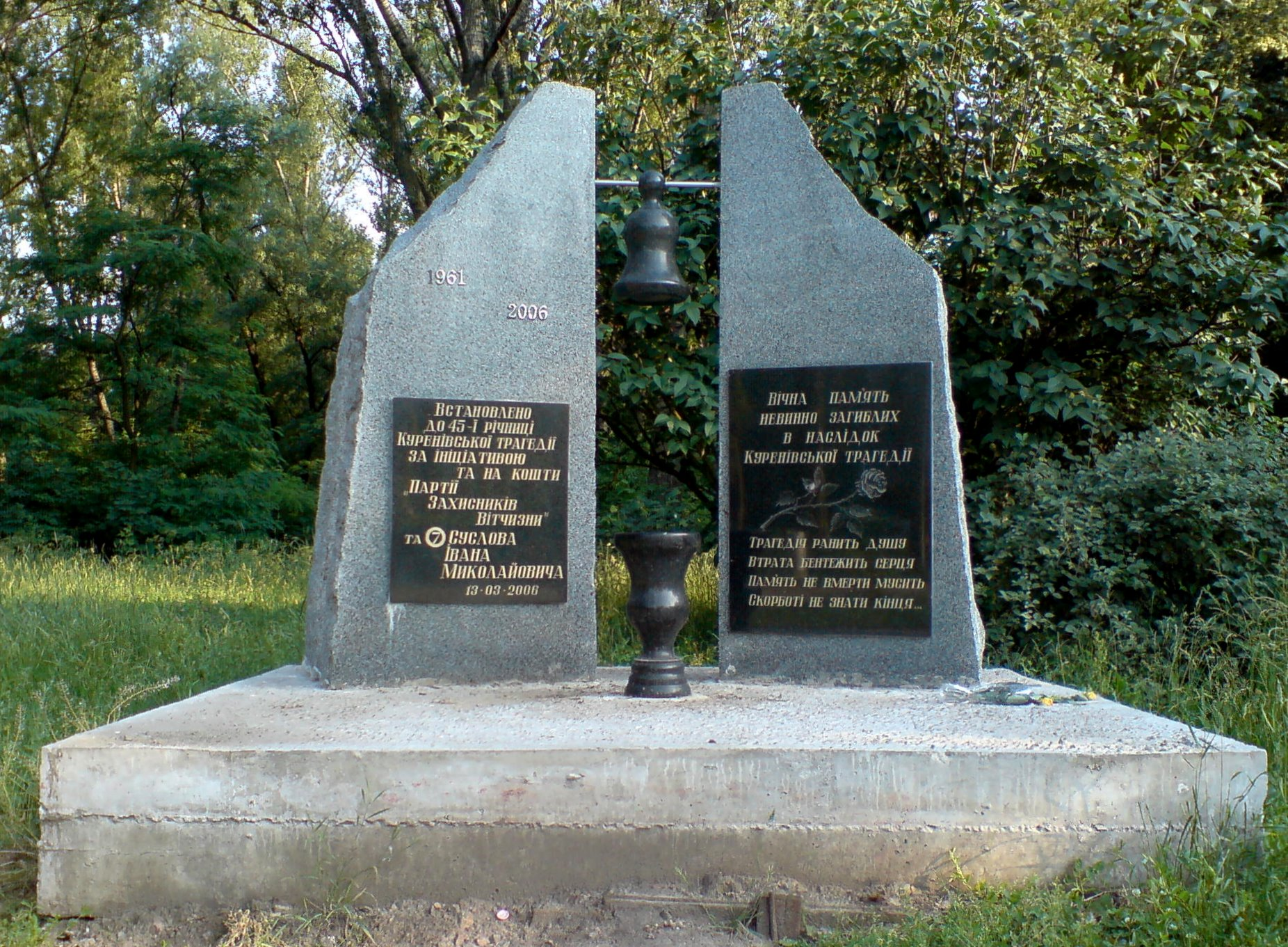
Пам'ятник загиблим унаслідок Куренівської трагедії, відкритий у березні 2006 р.
Хрест у пам'ять про жертви Куренівської трагедії біля підніжжя Кирилівської церкви